# Санцан (Белуно)
Санцан (итал. Sanzan) је насеље у Италији у округу Белуно, региону Венето.
Према процени из 2011. у насељу је живело 69 становника. Насеље се налази на надморској висини од 209 м.